# Governatore dell'Illinois

Stendardo del Governatore

Il Governatore dell'Illinois (in inglese: Governor of Illinois) è il capo del governo dello stato statunitense dell'Illinois. L'Illinois è uno dei 14 stati che non hanno un limite di mandato governativo insieme a Connecticut, Idaho, Iowa, Massachusetts, Minnesota, New York, North Dakota, Texas, Utah, Washington, Wisconsin, Distretto di Columbia, Vermont, New Hampshire e Portorico. Il governatore è il comandante in capo delle forze terrestri, aeree e marittime dello stato quando sono in servizio statale.

## Elezione
Il governatore viene eletto tramite suffragio popolare dai residenti dello stato. Il mandato dura generalmente 4 anni ma può essere rinnovato infinite volte (tale caratteristica è comune in 14 stati).

## Qualifiche
Per essere eletti occorre:
- Avere compiuto 25 anni,
- Essere cittadini statunitensi,
- Essere residenti in Illinois da almeno 3 anni prima dell'elezione,
- Non avere altri incarichi politici governativi.

## Elenco

### Stato dell'Illinois
Democratico (18)    Repubblicano (22)
| #  | Foto | Nome                     | Mandato          | Mandato          | Partito                  | Vicegovernatore      |
| #  | Foto | Nome                     | Inizio           | Termine          | Partito                  | Vicegovernatore      |
| -- | ---- | ------------------------ | ---------------- | ---------------- | ------------------------ | -------------------- |
| 1  |      | Shadrac Bond             | 6 ottobre 1818   | 5 dicembre 1822  | Democratico-Repubblicano | Pierre Menard        |
| 2  |      | Coles Edward             | 5 dicembre 1822  | 6 dicembre 1826  | Democratico-Repubblicano | Adolphus Hubbard     |
| 3  |      | Ninian Edwards           | 6 dicembre 1826  | 6 dicembre 1830  | Democratico-Repubblicano | William Kinney       |
| 4  |      | John Reynolds            | 6 dicembre 1830  | 17 novembre 1834 | Democratico              | Zadok Casey          |
| 5  |      | Lee William D. Ewing     | 17 novembre 1834 | 3 dicembre 1834  | Democratico              |                      |
| 6  |      | Joseph Duncan            | 3 dicembre 1834  | 7 dicembre 1838  | Democratico              | Alexander Jenkins    |
| 7  |      | Thomas Carlin            | 7 dicembre 1838  | 8 dicembre 1842  | Democratico              | Stinson Anderson     |
| 8  |      | Thomas Ford              | 8 dicembre 2034  | 9 dicembre 1846  | Democratico              | John Moore           |
| 9  |      | Augustus C. French       | 9 dicembre 1846  | 10 gennaio 1853  | Democratico              | Joseph Wells         |
| 10 |      | Joel Aldrich Matteson    | 10 gennaio 1853  | 12 gennaio 1857  | Democratico              | Gustavo Koerner      |
| 11 |      | William Henry Bissell    | 12 gennaio 1857  | 18 marzo 1860    | repubblicano             | John Wood            |
| 12 |      | John Wood                | 18 marzo 1860    | 14 gennaio 1861  | Repubblicano             | Thomas Marshall      |
| 13 |      | Richard Yates            | 14 gennaio 1861  | 16 gennaio 1865  | Repubblicano             | Francis Hoffmann     |
| 14 |      | Richard James Oglesby    | 16 gennaio 1865  | 11 gennaio 1869  | Repubblicano             | William Bross        |
| 15 |      | John M. Palmer           | 11 gennaio 1869  | 13 gennaio 1873  | Repubblicano             | John Dougherty       |
| 16 |      | John Lourie Beveridge    | 23 gennaio 1873  | 8 gennaio, 1877  | repubblicano             | John Early           |
| 17 |      | Shelby Moore Cullom      | 8 gennaio, 1877  | 16 febbraio 1883 | repubblicano             | Andrew Shuman        |
| 18 |      | John Marshall Hamilton   | 16 febbraio 1883 | 30 gennaio 1885  | Repubblicano             | William Campbell     |
| 19 |      | Joseph W. Fifer          | 14 gennaio 1889  | 10 gennaio 1893  | Repubblicano             | Lyman Ray            |
| 20 |      | John Peter Altgeld       | 10 gennaio 1893  | 11 gennaio 1897  | Democratico              | Joseph B. Gill       |
| 21 |      | John R. Tanner           | 11 gennaio 1897  | 14 gennaio 1901  | Repubblicano             | William Northcott    |
| 22 |      | Richard Yates            | 14 gennaio 1901  | 9 gennaio 1905   | Repubblicano             | William Northcott    |
| 23 |      | Charles S. Deneen        | 9 gennaio 1905   | 3 febbraio 1913  | repubblicano             | Lawrence Sherman     |
| 24 |      | Edward Fitzsimmons Dunne | 3 febbraio 1913  | 8 gennaio 1917   | Democratico              | Barratt O'Hara       |
| 25 |      | Frank O. Lowden          | 8 gennaio 1917   | 10 gennaio 1921  | Repubblicano             | John G. Oglesby      |
| 26 |      | Len Piccoli              | 10 gennaio 1921  | 14 gennaio 1929  | Repubblicano             | Fred Sterling        |
| 27 |      | Louis Lincoln Emmerson   | 14 gennaio 1929  | 9 gennaio 1933   | Repubblicano             | Fred Sterling        |
| 28 |      | Henry Horner             | 9 gennaio 1933   | 6 ottobre 1940   | Democratico              | Thomas Donovan       |
| 29 |      | John Henry Stelle        | 6 ottobre 1940   | 13 gennaio 1941  | Democratico              |                      |
| 30 |      | Dwight H. Green          | 13 gennaio 1941  | 10 gennaio 1949  | Repubblicano             | Hugh W. Croce        |
| 31 |      | Adlai Ewing Stevenson II | 10 gennaio 1949  | 12 gennaio 1953  | Democratico              | Sherwood Dixon       |
| 32 |      | William Stratton         | 12 gennaio 1953  | 9 gennaio 1961   | Repubblicano             | John William Chapman |
| 33 |      | Otto Kerner              | 9 gennaio 1961   | 21 maggio 1968   | Democratico              | Samuel H. Shapiro    |
| 34 |      | Samuel H. Shapiro        | 21 maggio 1968   | 13 gennaio 1969  | Democratico              |                      |
| 35 |      | Richard Buell Ogilvie    | 13 gennaio 1969  | 8 gennaio 1973   | Repubblicano             | Paul Simon           |
| 36 |      | Daniel Walker            | 8 gennaio 1973   | 10 gennaio 1977  | Democratico              | Neil Hartigan        |
| 37 |      | James R. Thompson        | 10 gennaio 1977  | 14 gennaio 1991  | repubblicano             | Dave O'Neal          |
| 38 |      | Jim Edgar                | 14 gennaio 1991  | 11 gennaio 1999  | Repubblicano             | Bob Kustra           |
| 39 |      | George H. Ryan           | 11 gennaio 1999  | 13 gennaio 2003  | Repubblicano             | Corinne Wood         |
| 40 |      | Rod Blagojevich          | 13 gennaio 2003  | 29 gennaio 2009  | Democratico              | Pat Quinn            |
| 41 |      | Pat Quinn                | 29 gennaio 2009  | 12 gennaio 2015  | Democratico              | Sheila Simon         |
| 42 |      | Bruce Rauner             | 12 gennaio 2015  | 14 gennaio 2019  | Repubblicano             | Evelyn Sanguinetti   |
| 43 |      | J. B. Pritzker           | 14 gennaio 2019  | in carica        | Democratico              | Juliana Stratton     |